# زیردریایی یو-۴۶۷
زیردریایی یو-۴۶۷ (به انگلیسی: German submarine U-467) یک زیردریایی بود که طول آن ۶۷٫۱ متر (۲۲۰ فوت ۲ اینچ) بود. این زیردریایی در سال ۱۹۴۲ ساخته شد.